# Mauro Lainez
Mauro Alberto Lainez Leyva (ur. 9 maja 1996 w Villahermosa) – meksykański piłkarz występujący na pozycji lewego skrzydłowego, reprezentant Meksyku, od 2024 roku zawodnik Mazatlán.
Jego młodszy brat Diego Lainez również jest piłkarzem.